# 小行星5604
小行星5604（英語：5604）是一颗围绕太阳公转的小行星。1992年3月26日，罗伯特·H·麦克诺特在赛丁泉山发现了此天体。
这颗小行星的绝对星等为82.48878280875653等。